# Buellia jugorum
Buellia jugorum är en lavart som först beskrevs av Johann Franz Xaver Arnold, och fick sitt nu gällande namn av Johann Franz Xaver Arnold. Buellia jugorum ingår i släktet Buellia och familjen Physciaceae.  Arten är reproducerande i Sverige. Inga underarter finns listade i Catalogue of Life.